# Microstylum luciferoides
Microstylum luciferoides là một loài ruồi trong họ Asilidae. Microstylum luciferoides được Bromley miêu tả năm 1942. Loài này phân bố ở vùng nhiệt đới châu Phi.